# یون لوتسنکو
یون لوتسنکو (انگلیسی: Yevhen Lutsenko؛ زادهٔ ۱۰ نوامبر ۱۹۸۰) بازیکن فوتبال اهل اوکراین است.
از باشگاه‌هایی که در آن بازی کرده‌است می‌توان به باشگاه فوتبال شینیک یاروسلاول، باشگاه فوتبال لوزان-اسپورت، باشگاه فوتبال تاوریا سیمفروپول، باشگاه فوتبال دینامو مسکو، باشگاه فوتبال چورنومورتس اودسا، و باشگاه فوتبال زوریا لوهانسک اشاره کرد.
وی همچنین در تیم ملی فوتبال اوکراین بازی کرده‌است.